# Ácido clorhídrico
El ácido clorhídrico (también llamado ácido muriático, espíritu de sal, ácido marino, ácido de sal, ácido hidroclórico, agua fuerte o, en España, salfumán) es una disolución acuosa de cloruro de hidrógeno (HCl),cuya formulación precisa es HCl (aq). Aunque el ácido clorhídrico es cloruro de hidrógeno disuelto en agua y que en muchas ocasiones se formula simplemente como HCl, sus propiedades no son las mismas que el cloruro de hidrógeno y es inapropiado referirse al ácido clorhídrico como cloruro de hidrógeno líquido.
Es muy corrosivo y ácido. Se emplea comúnmente como reactivo químico y se trata de un ácido fuerte que se disocia completamente en disolución acuosa. Una disolución concentrada de ácido clorhídrico tiene un pH inferior a 1; una disolución de HCl 0,1 molar (M) da un pH de 1, mientras que las disoluciones comerciales (20-38 %) tienen una molaridad en torno a 10 M (35,5 % = 12 M), por lo que deben manejarse con las máximas precauciones (véase más abajo Riesgos).[cita requerida]

## Historia
Erróneamente se le atribuye el descubrimiento a Jabir ibn Hayyan (también conocido como Geber), del ácido clorhídrico debido a la obra conocida como corpus de Pseudo-Geber. La seudoepigrafía era común en la Edad Media y el Pseudo-Geber europeo (italiano o español) adoptó el nombre de su ilustre predecesor árabe para alcanzar más estatus en su propia obra.
En la Edad Media, el ácido clorhídrico era conocido entre los alquimistas europeos como espíritu de sal o acidum salis. En el siglo XVII, Johann Rudolf Glauber, de Karlstadt, Alemania, utilizó sal (cloruro de sodio) y ácido sulfúrico para preparar sulfato de sodio, liberando gas cloruro de hidrógeno. Joseph Priestley, de Leeds, Inglaterra preparó cloruro de hidrógeno puro en 1772, y Humphry Davy de Penzance demostró que su composición química contenía hidrógeno y cloro.
Durante la Revolución industrial en Europa, la demanda por sustancias alcalinas, tales como la sosa (hidróxido de sodio), se incrementó, y el nuevo proceso industrial para su obtención desarrollado por el francés Nicolás Leblanc permitió la producción a gran escala con bajos costes. En el proceso Leblanc, se convierte sal en sosa, utilizando ácido sulfúrico, piedra caliza y carbón, liberando cloruro de hidrógeno como producto de desecho. Hasta 1863 este era liberado a la atmósfera. Una ley de ese año obligó a los productores de sosa a absorber este gas en agua, produciendo así ácido clorhídrico a escala industrial.
A comienzos del siglo veinte, cuando el proceso Leblanc fue sustituido por el proceso Solvay, que no produce ácido clorhídrico como el primero, este ya era un producto químico utilizado de manera frecuente en numerosas aplicaciones. El interés comercial llevó al desarrollo de otros procesos de obtención, que se utilizan hasta el día de hoy, y que son descritos más abajo. Actualmente, la mayoría del ácido clorhídrico se obtiene absorbiendo el cloruro de hidrógeno liberado en la producción industrial de compuestos orgánicos.

## Química

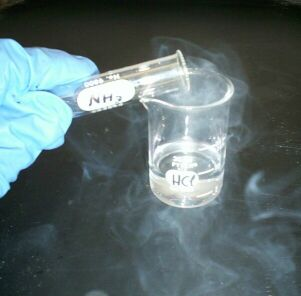
Reacción de ácido clorhídrico con amoníaco.

El ácido clorhídrico es un ácido monoprótico, lo que significa que solo puede liberar un ion H+ (un protón). En disoluciones acuosas, este ion se une a una molécula de agua para dar un ion hidronio, H3O+:
HCl(g) + H2O(l) → H3O+(ac)+ Cl−(ac)
El otro ion formado es Cl−, el ion cloruro. Por eso el ácido clorhídrico puede usarse para preparar sales llamadas cloruros, como el cloruro de sodio. El ácido clorhídrico es un ácido fuerte, ya que se disocia completamente en agua.
Los ácidos monopróticos tienen una constante de disociación ácida, Ka, que indica el nivel de disociación en agua. Para ácidos fuertes como el HCl, el valor de Ka es alto. Al agregar cloruros, como el NaCl, a una disolución acuosa de HCl, el valor de pH prácticamente no cambia, lo que indica que el ion Cl− es una base conjugada notablemente débil, y que el HCl está casi completamente disociado en disoluciones acuosas. Por lo tanto, para disoluciones de ácido clorhídrico de concentración relativamente altas, se puede asumir que la concentración de H+ es igual a la de HCl.
De los siete ácidos fuertes comunes en química, todos ellos inorgánicos, el ácido clorhídrico es el ácido monoprótico con menor tendencia a provocar reacciones redox que puedan interferir con otras reacciones. Es uno de los ácidos fuertes menos peligrosos de manipular y a pesar de su acidez, produce el relativamente poco reactivo y no tóxico ion cloruro. Sus disoluciones de concentraciones intermedias son bastante estables (hasta 6 M), manteniendo sus concentraciones con el paso del tiempo. Estos atributos, sumados al hecho de que se encuentra disponible como un reactivo puro, lo hacen un excelente reactivo acidificante, y valorante ácido (para determinar la cantidad de base en una volumetría). Es comúnmente utilizado en análisis químico y para digerir muestras para análisis. Disoluciones concentradas de este ácido pueden utilizarse para disolver algunos metales (metales activos), formando cloruros metálicos oxidados y dihidrógeno gaseoso.

### Propiedades físicas
Las propiedades físicas del ácido clorhídrico, tales como puntos de fusión y ebullición, densidad y pH dependen de la concentración (habitualmente la forma de expresar la concentración de una disolución es la molaridad, aunque hay otras) de HCl en la disolución ácida.
| Conc. (m/m) c: kg HCl/kg | Conc. (m/v) c: kg HCl/m³ | Densidad ρ: kg/L | Molaridad mol/L | pH   | Viscosidad η: mPa·s | Calor específico s: kJ/(kg·K) | Presión de vapor PHCl: Pa | Punto de ebullición b.p. | Punto de fusión m.p. |
| 10 %                     | 104,80                   | 1,048            | 2,87            | −0,5 | 1,16                | 3,47                          | 0,527                     | 103 °C                   | −18 °C               |
| 20 %                     | 219,60                   | 1,098            | 6,02            | −0,8 | 1,37                | 2,99                          | 27,3                      | 108 °C                   | −59 °C               |
| 30 %                     | 344,70                   | 1,149            | 9,45            | −1,0 | 1,70                | 2,60                          | 1.410                     | 90 °C                    | −52 °C               |
| 32 %                     | 370,88                   | 1,159            | 10,17           | −1,0 | 1,80                | 2,55                          | 3.130                     | 84 °C                    | −43 °C               |
| 34 %                     | 397,46                   | 1,169            | 10,90           | −1,0 | 1,90                | 2,50                          | 6.733                     | 71 °C                    | −36 °C               |
| 36 %                     | 424,44                   | 1,179            | 11,64           | −1,1 | 1,99                | 2,46                          | 14.100                    | 61 °C                    | −30 °C               |
| 38 %                     | 451,82                   | 1,189            | 12,39           | −1,1 | 2,10                | 2,43                          | 28.000                    | 48 °C                    | −26 °C               |

El ácido clorhídrico (HCl) se obtiene en el laboratorio por adición de ácido sulfúrico (H2SO4) a sal (NaCl) calentando a 150 °C.
En la industria química se forman grandes cantidades de ácido clorhídrico en las reacciones orgánicas de cloración de las sustancias orgánicas con dicloro.
Otro método de producción a gran escala es el utilizado por la industria cloro-álcali, en la cual se electroliza una disolución de sal común (NaCl), produciendo cloro, hidróxido de sodio  e hidrógeno. El gas cloro así obtenido puede ser combinado con el gas hidrógeno, formando gas HCl químicamente puro. Como la reacción es exotérmica, las instalaciones en las que se realiza son conocidas como horno de HCl.
En agua se disuelven hasta 38 g/100 mL aunque a baja temperatura se pueden formar cristales de HCl·H2O con un contenido del 68 % de HCl. La disolución forma un azeótropo con un contenido del 20,2 % de HCl en masa y un punto de ebullición de 108,6 °C.
El ácido clorhídrico que se encuentra en el mercado suele tener una concentración del 38 o del 25 %. Las disoluciones de una concentración de algo más del 40 % son químicamente posibles, pero la tasa de liberación del ácido en ellas es tan alta que es necesario tomar medidas de almacenamiento y manipulación extras. En el mercado es posible adquirir disoluciones para uso doméstico de una concentración de entre el 10 y el 12 %, utilizadas principalmente para la limpieza. En muchos países (ej. Argentina) las solucione de HCl están reguladas porque son un precursor químico de drogas de abuso (ej. clorhidrato de cocaína).

## Aplicaciones
El ácido clorhídrico se utiliza sobre todo como ácido barato, fuerte y volátil. El uso más conocido es el de desincrustante para eliminar residuos de caliza (carbonato de calcio: CaCO3). En esta aplicación se transforma el carbonato de calcio en cloruro de calcio (CaCl2) más soluble y se liberan dióxido de carbono (CO2) y agua(H2O):
CaCO3 + 2 HCl → CaCl2 + CO2 + H2O
En química orgánica se aprovecha el ácido clorhídrico a veces en la síntesis de cloruros orgánicos -bien por sustitución de un grupo hidroxilo de un alcohol o por adición del ácido clorhídrico a un alqueno- aunque a menudo estas reacciones no transcurren de una manera muy selectiva.
Otra importante aplicación del ácido clorhídrico de alta calidad es la regeneración de resinas de intercambio iónico. El intercambio catiónico suele utilizarse para eliminar cationes como Na+ y Ca2+ de disoluciones acuosas, produciendo agua desmineralizada.
Na+ es reemplazado por H3O+
Ca2+ es reemplazado por 2 H3O+
Se utiliza para regular la acidez (pH) de las soluciones, productos farmacéuticos, alimenticios y agua. Además, se utiliza para neutralizar desechos que contienen sustancias alcalinas.
En la industria alimentaria se utiliza por ejemplo en la producción de la gelatina disolviendo con ella la parte mineral de los huesos.
En metalurgia a veces se utiliza para disolver la capa de óxido que recubre un metal, paso previo a procesos como galvanizado, extrusión u otras técnicas.
También es un producto de partida en la síntesis de policloruro de aluminio o de tricloruro de hierro (FeCl3):
Fe2O3 + 6 HCl → 2 FeCl3 + 3 H2O
El estómago produce ácido clorhídrico para la activación de la pepsina.

## Efectos nocivos
Los vapores procedentes del ácido clorhídrico están formados por vapor de agua y cloruro de hidrógeno.  La inhalación de cloruro de hidrógeno es una vía importante de exposición al ácido clorhídrico, especialmente en ácido concentrado o en ácido caliente.  El cloruro de hidrógeno es irritante y corrosivo para cualquier tejido con el que tenga contacto. La exposición breve a bajos niveles produce irritación de la garganta. La exposición a niveles más altos puede producir respiración jadeante, estrechamiento de los bronquiolos, coloración azul de la piel, acumulación de líquido en los pulmones e incluso la muerte. La exposición a niveles aún más altos puede producir hinchazón y espasmos de la garganta y asfixia. Algunas personas pueden sufrir una reacción inflamatoria debida al cloruro de hidrógeno. Esta condición es conocida como síndrome de mal funcionamiento reactivo de las vías respiratorias (en inglés, RADS), que es un tipo de asma causado por ciertas sustancias irritantes o corrosivas.
La mezcla del ácido clorhídrico con agentes oxidantes de uso común, como la lejía, también llamada lavandina en algunas partes, (hipoclorito de sodio, NaClO) o permanganato de potasio (KMnO4), produce el tóxico gas cloro.
Dependiendo de la concentración, el ácido clorhídrico puede producir desde leve irritación hasta quemaduras graves en los ojos y la piel. La exposición prolongada a bajos niveles puede causar problemas respiratorios, irritación de los ojos, la piel y descoloramiento de los dientes.

## Ácido gástrico
Los jugos gástricos del estómago humano contienen aproximadamente un 3 % de ácido clorhídrico. Allí ayuda a desnaturalizar las proteínas y desempeña un papel importante como coenzima de la pepsina en su digestión. También ayuda en la hidrólisis de los polisacáridos presentes en la comida. Es secretado por las células parietales. Estas contienen una extensiva red de secreción desde donde se secreta el HCl hacia el lumen del estómago.
Diversos mecanismos previenen el daño del epitelio del tracto digestivo por este ácido:
- Reguladores negativos de su salida.
- Una gruesa capa mucosa que cubre al epitelio.
- Bicarbonato de sodio secretado por las células epiteliales gástricas y el páncreas para neutralizar el exceso.
- La estructura del epitelio.
- Un abastecimiento sanguíneo adecuado.
- Prostaglandinas (con múltiples efectos: estimulan las secreciones mucosas y de bicarbonato, mantienen la integridad de la barrera epitelial, permiten el adecuado flujo sanguíneo y estimulan la reparación de las membranas de la mucosa dañadas).

Cuando, por alguna razón, estos mecanismos fallan, se pueden producir pirosis o úlceras. Existen medicamentos que previenen que el cuerpo produzca un exceso de ácido en el estómago, mientras que los antiácidos pueden neutralizar el ácido existente. Generalmente esto se produce a causa de una infección por Helicobacter pylori o por consumo abusivo de antiinflamatorios no esteroideos.
También puede ocurrir que no se produzca suficiente cantidad de ácido clorhídrico en el estómago. Estos cuadros patológicos son conocidos por los términos hipoclorhidria y aclorhidria y pueden conducir a una gastroenteritis.

### Metales
El ácido clorhídrico en contacto con ciertos metales puede desprender dihidrógeno gaseoso, pudiendo formar atmósferas explosivas en el ambiente. Esto puede ocurrir por ejemplo cuando se usa en los trabajos de decapado de metales.

### Sustancias químicas relacionadas
- Cloruro de hidrógeno
- Cloruro
- Ácido clórico
- Clorato
- Ácido cloroso
- Clorito
- Ácido hipocloroso
- Hipoclorito
- Ácido perclórico
- Perclorato
- Ácido
- Hidrácido

### Temas relacionados
- Ácido
- Ingeniería química
- Química inorgánica